# Луангва
Луангва (англ. Luangwa; суах. Luangwa; порт. Rio Luangwa) — річка на сході Замбії, ліва притока Замбезі, одна з найбільших її приток. Загальна довжина близько 770 км. Площа басейну 145,7 тис. км². У нижній течії слугує природним кордоном між Замбією і Мозамбіком. Це одна з найбільших річок Південної Африки. По берегах річки одні з найбільших площ незмінної природи на півдні континенту, 52 тис. км² з яких перетворено на національні природні парки й резервати.

## Розташування
Витоки річки лежать на захід від північного краю озера Ньяса поблизу селища Чипуліа. Річка тече на південь, уздовж гірського пасма Мучинга. У верхній і середній течії огинає зі сходу ці гори. У місті Луангва (колишній Зумбо) зливається з водами Замбезі.

## Гідрологія
Живлення переважно дощове з літньою повінню. Витрати води значно різняться від сезону. Під час літнього сезону дощів (з листопада по травень у Південній півкулі) сильно розливається, роблячи навколишні землі непрохідними майже на півроку. Під час сухого сезону може розділятись на окремі водойми.

## Господарське значення
У басейні річки, на річках Лунсемфва і Мулунгуші, збудовані ГЕС для потреб гірничого регіону з видобутку й збагачення мідної руди в районі міста Кабве (колишній Брокен-Хілл). Луангва на деяких ділянках придатна для судноплавства.

## Біота

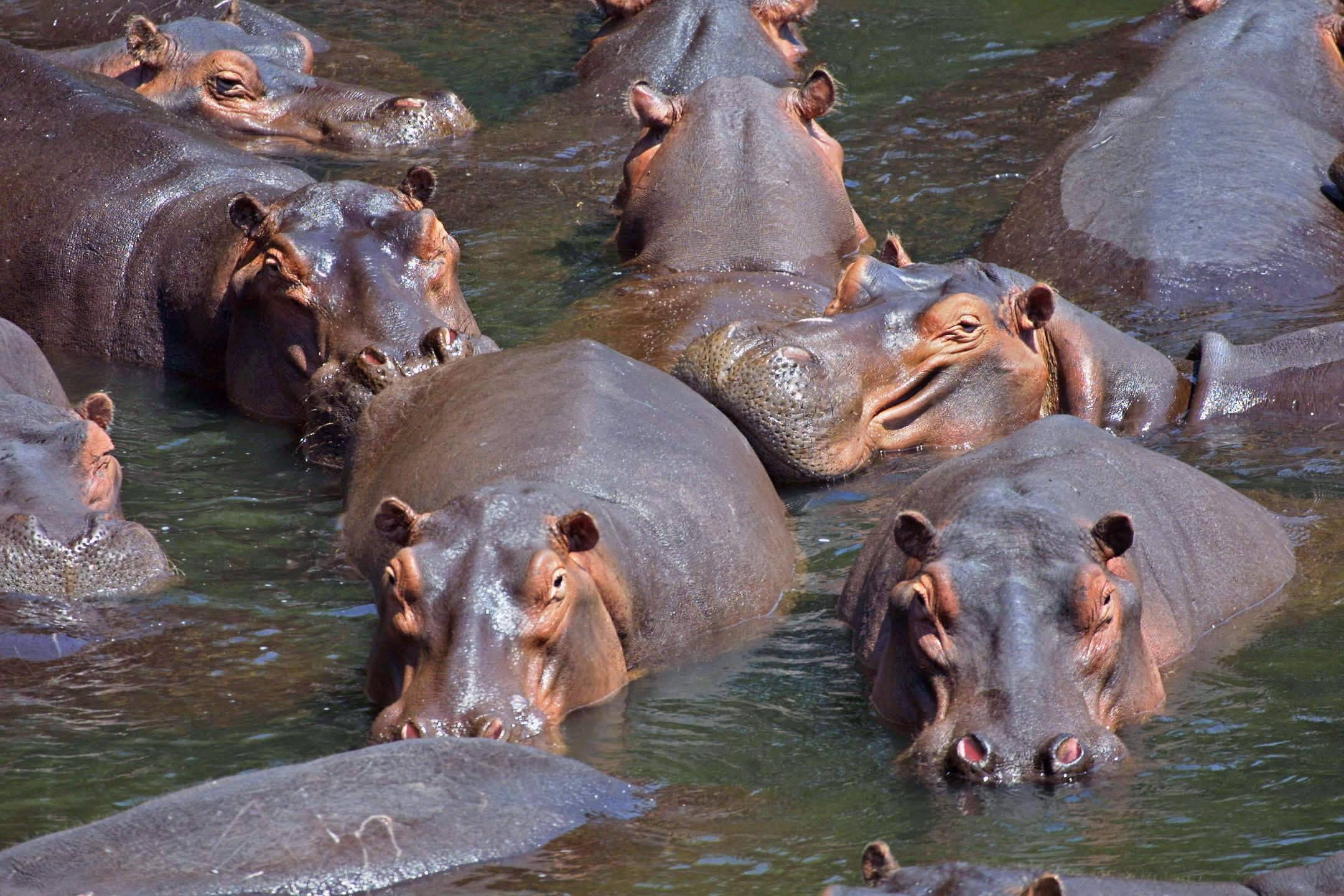
Табун бегемотів в річці Луангва

Басейн річки припадає на природну зону тропічних і субтропічних саван і рідколісь, у цій місцевості це голі ліси — мопане. У річці водиться найбільша на континенті популяція бегемотів. Серед великих ссавців, що населяють басейн річки слони, жирафи, леви, леопарди, буйволи, зебри, імпали тощо. Свого часу мисливство та браконьєрство, навіть у межах національних парків, різко зменшили популяції бегемотів та слонів, але в 2000-х роках популяція стабілізувалась.

## Історія
У долині річки в XI столітті з'являється кераміка нового типу — Луангва.